# Sydöstra Gäddede
Sydöstra Gäddede är en bebyggelse sydost om tätorten Gäddede vid nordöstra stranden av Hetögelnoch utmed länsväg 342 i Frostvikens socken i Strömsunds kommun. Från 2015 avgränsar SCB här en småort. Fram till 2015 räknades området som en del av tätorten Gäddede.